# Эванс, Джей Томас
Джей Томас «Томми» Эванс (англ. Jay Thomas "Tommy" Evans); 21 января 1931, Талса, Оклахома, США — 18 марта 2008, Норман, Оклахома, США) — американский борец вольного стиля, серебряный призёр Олимпийских игр, победитель Панамериканских игр 

## Биография
Родился в 1931 году в Талсе. Занимался борьбой в старшей школе, был двукратным чемпионом штата. В 1949 году поступил в Оклахомский университет. В 1951 году был вторым на чемпионате страны по версии NCAA, а в 1952 году стал чемпионом страны в той же версии. Представлял США на Олимпийских играх 1952 года, боролся в лёгком (до 67 килограммов) весе и завоевал серебряную медаль Олимпийских игр.
См. таблицу турнира
В 1954 году подтвердил статус сильнейшего в стране в студенческом спорте, а также стал чемпионом страны по версии AAU (впоследствии завоёвывал этот титул ещё в 1955 и 1957 годах) .
В 1954 году, окончив университет, поступил на службу в ВВС США, и служил в течение 3 лет в звании первого лейтенанта. В 1955 году одержал победу на Панамериканских играх. На Олимпийских играх 1956 года, боролся в лёгком (до 67 килограммов) весе и выступал в соревнованиях как по вольной, так и по греко-римской борьбе. В греко-римской, проиграв две встречи, из турнира выбыл, в вольной борьбе добрался до пятого места.
См. таблицу турнира (LL)
См. таблицу турнира (GR)
Об Эвансе, как о борце, отозвался его ученик Батон Белз:
Томми был по-настоящему обходительным парнем, совсем не разбитным. Но когда он был на ковре, он был совершенно другим человеком. Он был жесток и агрессивен. Самый жестокий парень из тех, кого я встречал в своей жизни.  
Оригинальный текст (англ.)Tommy was really a mild-mannered guy, not boisterous in any way shape or form. But when he was on the mat, he was a completely different person. He was so tough and so aggressive. The toughest guy I ever met in my life
Уэйн Боман, тренер по борьбе, утверждал, что Эванс был Дэном Гейблом своего времени, и без сомнений победил бы Гейбла, если бы у них была возможность встретиться. А Гейбл, в свою очередь, часто называется одним из сильнейших (если не самым сильным) американских борцов. Павел Пинигин например, отозвался о Гейбле, что   «Я не знал, что человек может быть таким сильным» 
По окончании службы в ВВС в 1957 году стал ассистентом тренера по борьбе в Университете Оклахомы, а в 1959 году возглавил команду, которая под его руководством в 1960 и 1963 года становилась чемпионом страны в команде. Осенью 1961 года отзывался для службы в армии, сроком на 10 месяцев. В 1968 году был тренером сборной США по вольной борьбе в ходе Олимпийских игр. Оставил тренерскую карьеру в 1972 году, во-многом из-за несогласия с изменившейся политикой отбора спортсменов в университет: если ранее университет отбирал перспективных спортсменов, то теперь спортсменов надо было уговаривать учиться именно в этом университете.  За время своей тренерской деятельности, Эванс воспитал 30 чемпионов конференции, 16 чемпионов страны, а в области студенческого спорта воспитал 56 чемпионов страны, из них 7 трёхкратных и 10 двукратных чемпионов, что было рекордом того времени.
Как тренер Эванс был очень требовательным и работоспособным. Один их его учеников, Уэйн Уэллс, олимпийский чемпион — 1972, вспоминал, что «Я думал, что он собирается меня убить. Он заставлял меня оставаться после тренировки и бороться с ним. Каждый день он захватывал мою голову в локтевой сгиб и это почти доводило до слёз»  
После ухода из университета, перешёл из ВВС в Национальную гвардию США и устроился пилотом и инструктором на базе в Оклахоме. Одновременно продолжал быть тренером в нескольких программах. Из-за возможности совмещения тренерской работы и лётной работы, отклонил несколько предложений, в том числе от American Airlines.
Умер после продолжительной болезни в марте 2008 года.
Член Национального Зала славы борьбы, член Зала славы борьбы Оклахомы.